# Jan Goczoł
Jan Goczoł (ur. 13 maja 1934 w Rozmierzy, zm. 22 lutego 2018 w Opolu) – polski polityk i poeta, poseł na Sejm IX i X kadencji (1985–1991).

## Życiorys
W 1965 ukończył studia w Wyższej Szkole Pedagogicznej w Opolu. Pracę podjął w 1953 w Państwowym Gospodarstwie Rolnym, później zatrudniony w zarządzie powiatowym Związku Młodzieży Polskiej (1954–1955) i w Przedsiębiorstwie Wyrobów Skórzanych w Strzelcach Opolskich. W 1965 został dziennikarzem w katowickim dwutygodniku „Poglądy”, a następnie od 1970 do 1990 pracował w redakcjach miesięcznika „Opole” (od 1975 jako redaktor naczelny) i kwartalnika „Regiony”. Opublikował kilka tomików wierszy. Był prezesem oddziału Związku Literatów Polskich w Opolu (1971–1980). Przez dwie kadencje pełnił funkcję prezesa Stowarzyszenia „Instytut Śląski”.
Od 1968 członek PZPR. W latach 1973–1981 członek Komitetu Wojewódzkiego PZPR w Opolu. Od 1983 był członkiem Narodowej Rady Kultury. W latach 1985–1991 sprawował mandat posła na Sejm PRL IX i X kadencji, wybranego w okręgu opolskim z ramienia Polskiej Zjednoczonej Partii Robotniczej. Później był związany z Sojuszem Lewicy Demokratycznej.
Pochowany na cmentarzu komunalnym w Opolu.

## Odznaczenia i wyróżnienia
Otrzymał m.in. Krzyż Oficerski Orderu Odrodzenia Polski (1989) oraz Srebrny i Złoty Krzyż Zasługi, Medal 30-lecia Polski Ludowej, Odznakę „Zasłużony Działacz Kultury” oraz Odznakę „Zasłużony dla Opolszczyzny”. W 2005 otrzymał Srebrny Medal „Zasłużony Kulturze Gloria Artis”. W 1963 dostał Nagrodę „Czerwonej Róży”, a w 1974 Nagrodę im. Stanisława Piętaka. W 1989 wyróżniony Nagrodą im. Karola Miarki, w 1996 otrzymał Nagrodę im. Wojciecha Korfantego przyznaną przez Związek Górnośląski, a w 1997 Nagrodę Honorową Prezydenta Opola.

## Wybrane publikacje
- Małgorzata, 1961
- Topografia intymna, 1961
- Sprzed drzwi, 1969
- Manuskrypt, 1974
- Poezje wybrane, 1985
- Znad Odry, 1996
- Zapisy Śladowe, 1999
- Na brzozowej korze, 2000
- Z pogorzeliska, 2011